# フェアエールング
フェアエールング（欧字名:Verehrung、2020年3月18日 - ）は、日本の競走馬。主な勝ち鞍に2025年の小倉牝馬ステークス。
馬名の意味は、尊敬（独）。

## 経歴
2022年7月16日、福島競馬場6Rの2歳新馬戦で柴田大知を背にデビュー。先手を取ってそのまま逃げ切り、デビュー戦を勝利で飾った。丹内祐次に乗り替わった9月3日の札幌2歳ステークスも積極的に前に出ていくも、失速しブービーの13着に惨敗。
3歳シーズンは序盤から着外続きだったが、丹内が鞍上に復帰した2023年7月23日の3歳以上1勝クラスで2着に好走。以降は丹内とのコンビが定着し、続く利尻特別と釧路湿原特別で連勝を飾った。出走登録していた秋華賞は抽選の結果、除外になった。10月22日の新潟牝馬ステークスは8着に敗れる。
丹内が鞍上から離れた4歳シーズン序盤は連続で着外に沈む。丹内が復帰した2024年7月27日のSTV賞は直線内をついてスミを差し切り、シーズン初勝利を収めるとともにオープンクラスに昇格した。11月10日の福島記念は52キロの軽ハンデも生かして直線で鋭く伸び、アラタから1馬身差の2着に好走。
5歳となった2025年シーズンは今年度より創設された重賞競走である1月25日の小倉牝馬ステークスより始動。中団から直線外を伸び、内から抜け出してきたシンティレーションともつれ合ったままゴール。写真判定の結果、同着での重賞初制覇を果たした。JRA重賞での1着同着は、2021年のチューリップ賞（エリザベスタワー&メイケイエール）以来、12度目である。

## 競走成績
以下の内容は、netkeiba.comおよびJBISサーチに基づく。
| 競走日     | 競馬場 | 競走名           | 格   | 距離（馬場）  | 頭 数 | 枠 番 | 馬 番 | オッズ （人気） | 着順 | タイム （上り3F） | 着差 | 騎手      | 斤量 [kg] | 1着馬（2着馬）         | 馬体重 [kg] |
| ---------- | ------ | ---------------- | ---- | ------------- | ----- | ----- | ----- | --------------- | ---- | ----------------- | ---- | --------- | --------- | ---------------------- | ----------- |
| 2022.07.16 | 福島   | 2歳新馬          |      | 芝1800m（重） | 13    | 5     | 7     | 005.90（3人）   | 01着 | R1:52.5（34.6）   | -0.4 | 0柴田大知 | 54        | （ナンヨークリスタル） | 428         |
| 0000.09.03 | 札幌   | 札幌2歳S         | GIII | 芝1800m（良） | 14    | 6     | 9     | 007.90（5人）   | 13着 | R1:52.0（38.3）   | -2.0 | 0丹内祐次 | 54        | ドゥーラ               | 432         |
| 0000.10.01 | 中山   | 芙蓉S            | OP   | 芝2000m（良） | 7     | 6     | 6     | 014.50（6人）   | 06着 | R2:05.2（35.1）   | -0.8 | 0丹内祐次 | 54        | シーウィザード         | 426         |
| 2023.01.29 | 東京   | セントポーリア賞 | 1勝  | 芝1800m（良） | 8     | 1     | 1     | 077.10（8人）   | 07着 | R1:48.7（34.4）   | -0.7 | 0柴田大知 | 54        | ベラジオオペラ         | 436         |
| 0000.02.25 | 中山   | 水仙賞           | 1勝  | 芝2200m（良） | 8     | 8     | 8     | 025.60（6人）   | 06着 | R2:15.4（35.7）   | -1.2 | 0柴田大知 | 54        | ハウゼ                 | 434         |
| 0000.03.26 | 中山   | ミモザ賞         | 1勝  | 芝2000m（不） | 11    | 5     | 5     | 018.10（9人）   | 07着 | R2:08.2（40.9）   | -1.3 | 0柴田大知 | 54        | アグラシアド           | 436         |
| 0000.07.23 | 札幌   | 3歳上1勝クラス   |      | 芝2000m（良） | 11    | 3     | 3     | 011.00（3人）   | 02着 | R1:59.8（34.3）   | -0.0 | 0丹内祐次 | 53        | クレバーテースト       | 434         |
| 0000.08.05 | 札幌   | 利尻特別         | 1勝  | 芝2000m（稍） | 9     | 3     | 3     | 003.90（2人）   | 01着 | R2:01.9（35.5）   | -0.4 | 0丹内祐次 | 53        | （ウインスノーライト） | 440         |
| 0000.09.03 | 札幌   | 釧路湿原特別     | 2勝  | 芝2000m（良） | 12    | 3     | 3     | 003.00（1人）   | 01着 | R2:02.5（36.4）   | -0.1 | 0丹内祐次 | 53        | （クレバーテースト）   | 444         |
| 0000.10.22 | 新潟   | 新潟牝馬S        | L    | 芝2000m（稍） | 13    | 6     | 9     | 005.30（3人）   | 08着 | R2:15.5（35.8）   | -0.7 | 0丹内祐次 | 52        | メモリーレゾン         | 442         |
| 2024.01.20 | 中山   | 初富士S          | 3勝  | 芝2000m（良） | 11    | 5     | 5     | 011.00（5人）   | 06着 | 01:59.8（35.5）   | -0.6 | 0津村明秀 | 53        | グランベルナデット     | 456         |
| 0000.02.11 | 東京   | 初音S            | 3勝  | 芝1800m（良） | 13    | 3     | 3     | 036.10（8人）   | 06着 | 01:46.8（33.8）   | -1.3 | 0津村明秀 | 55        | コンクシェル           | 454         |
| 0000.03.03 | 小倉   | 関門橋S          | 3勝  | 芝2000m（稍） | 14    | 8     | 13    | 025.70（8人）   | 08着 | 02:02.7（36.2）   | -1.0 | 0幸英明   | 56        | ニホンピロキーフ       | 448         |
| 0000.07.07 | 函館   | 五稜郭S          | 3勝  | 芝1800m（稍） | 14    | 1     | 1     | 017.60（7人）   | 10着 | R1:50.4（37.3）   | -1.0 | 0角田大河 | 56        | キミノナハマリア       | 458         |
| 0000.07.27 | 札幌   | STV賞            | 3勝  | 芝2000m（良） | 14    | 4     | 5     | 016.70（7人）   | 01着 | 02:00.6（34.3）   | -0.0 | 0丹内祐次 | 53        | （スミ）               | 454         |
| 0000.11.10 | 福島   | 福島記念         | GIII | 芝2000m（良） | 16    | 1     | 1     | 011.20（6人）   | 02着 | 02:00.9（36.8）   | -0.2 | 0丹内祐次 | 52        | アラタ                 | 444         |
| 2025.01.25 | 小倉   | 小倉牝馬S        | GIII | 芝2000m（良） | 18    | 2     | 3     | 014.40（7人）   | 01着 | 01:58.4（35.6）   | 同着 | 0丹内祐次 | 53        | シンティレーション     | 456         |
| 0000.04.20 | 福島   | 福島牝馬S        | GIII | 芝1800m（良） | 16    | 3     | 5     | 010.40（6人）   | 02着 | 01:46.6（34.6）   | -0.4 | 0丸山元気 | 56        | アドマイヤマツリ       | 454         |
| 0000.08.03 | 札幌   | クイーンS        | GIII | 芝1800m（良） | 14    | 2     | 2     | 007.50（4人）   | 03着 | R1:46.1（35.5）   | -0.1 | 0丹内祐次 | 56        | アルジーヌ             | 462         |

- 競走成績は2025年8月3日現在

## 血統表
| フェアエールングの血統        | フェアエールングの血統                           | フェアエールングの血統                           | （血統表の出典）                                 | （血統表の出典） |
| 父系                          | サンデーサイレンス系                             | サンデーサイレンス系                             | サンデーサイレンス系                             | [ § 2 ]          |
| 父 ゴールドシップ 2009 芦毛   | 父の父ステイゴールド 1994 黒鹿毛                 | *サンデーサイレンス                              | Halo                                             | Halo             |
| 父 ゴールドシップ 2009 芦毛   | 父の父ステイゴールド 1994 黒鹿毛                 | *サンデーサイレンス                              | Wishing Well                                     |                  |
| 父 ゴールドシップ 2009 芦毛   | 父の父ステイゴールド 1994 黒鹿毛                 | ゴールデンサッシュ                               | *ディクタス                                      | *ディクタス      |
| 父 ゴールドシップ 2009 芦毛   | 父の父ステイゴールド 1994 黒鹿毛                 | ゴールデンサッシュ                               | ダイナサッシュ                                   |                  |
| 父 ゴールドシップ 2009 芦毛   | 父の母ポイントフラッグ 1998 芦毛                 | メジロマックイーン                               | メジロティターン                                 | メジロティターン |
| 父 ゴールドシップ 2009 芦毛   | 父の母ポイントフラッグ 1998 芦毛                 | メジロマックイーン                               | メジロオーロラ                                   |                  |
| 父 ゴールドシップ 2009 芦毛   | 父の母ポイントフラッグ 1998 芦毛                 | パストラリズム                                   | *プルラリズム                                    | *プルラリズム    |
| 父 ゴールドシップ 2009 芦毛   | 父の母ポイントフラッグ 1998 芦毛                 | パストラリズム                                   | トクノエイティー                                 |                  |
| 母 マイネポリーヌ 2002 黒鹿毛 | 母の父スペシャルウィーク 1995 黒鹿毛             | *サンデーサイレンス                              | Halo                                             | Halo             |
| 母 マイネポリーヌ 2002 黒鹿毛 | 母の父スペシャルウィーク 1995 黒鹿毛             | *サンデーサイレンス                              | Wishing Well                                     |                  |
| 母 マイネポリーヌ 2002 黒鹿毛 | 母の父スペシャルウィーク 1995 黒鹿毛             | キャンペンガール                                 | マルゼンスキー                                   | マルゼンスキー   |
| 母 マイネポリーヌ 2002 黒鹿毛 | 母の父スペシャルウィーク 1995 黒鹿毛             | キャンペンガール                                 | レデイーシラオキ                                 |                  |
| 母 マイネポリーヌ 2002 黒鹿毛 | 母の母マイネミレー 1984 黒鹿毛                   | マルゼンスキー                                   | Nijinsky                                         | Nijinsky         |
| 母 マイネポリーヌ 2002 黒鹿毛 | 母の母マイネミレー 1984 黒鹿毛                   | マルゼンスキー                                   | *シル                                            |                  |
| 母 マイネポリーヌ 2002 黒鹿毛 | 母の母マイネミレー 1984 黒鹿毛                   | オカノブルー                                     | *ネプテユーヌス                                  | *ネプテユーヌス  |
| 母 マイネポリーヌ 2002 黒鹿毛 | 母の母マイネミレー 1984 黒鹿毛                   | オカノブルー                                     | ヒンドバース                                     |                  |
| 母系(F-No.)                   | フロリースカツプ(GB)系(FN:3-l)                   | フロリースカツプ(GB)系(FN:3-l)                   | フロリースカツプ(GB)系(FN:3-l)                   | [ § 3 ]          |
| 5代内の近親交配               | サンデーサイレンス：S3×M3、マルゼンスキー：M3×M4 | サンデーサイレンス：S3×M3、マルゼンスキー：M3×M4 | サンデーサイレンス：S3×M3、マルゼンスキー：M3×M4 | [ § 4 ]          |
| 出典                          | 1. 2. 3. 4.                                      | 1. 2. 3. 4.                                      | 1. 2. 3. 4.                                      | 1. 2. 3. 4.      |

- 牝系は小岩井農場の基礎輸入牝馬の一頭であるフロリースカツプにルーツを持つ。3代母オカノブルーの子孫にマイネルデュプレ（共同通信杯）、マイネルブライアン（シリウスS、群馬記念、グランシャリオC）、マイネルビンテージ（京成杯）。そのほかの近親はフロラーカツプ#サンマリノ牝系を参照。
- 半兄に2025年1月時点で国内最高齢の現役競走馬・マイネルバルビゾン（2009年生）がいる[15]。